# 食マネジメント学部
食マネジメント学部（しょくマネジメントがくぶ）は、日本の大学に設置している学部の一つ。
食マネジメント学に関する学術を取り扱う学科である。
文部科学省の学科系統分類表では、大分類：その他、中分類：その他。

## 設置している日本の大学
- 立命館大学食マネジメント学部

## 類似の組織を設置している日本の大学
- かなざわ食マネジメント専門職大学フードサービスマネジメント学部 フードサービスマネジメント学科
- 園田学園大学（園田学園女子大学より名称変更）人間健康学部 食マネジメント学科
- くらしき作陽大学食文化学部 食マネジメント学科
- 九州栄養福祉大学食物栄養学部 食環境データサイエンス学科
- 神戸松蔭大学（神戸松蔭女子学院大学より名称変更）人間科学部 人間科学科（旧都市生活学科）食ビジネス専修
- 県立広島大学生物資源科学部 地域資源開発学科農食マネジメント系
- 昭和女子大学食健康科学部食安全マネジメント学科
- 京都文教大学総合社会学部 総合社会学科 食マネジメントコース
- 宮城大学食産業学群 フードマネジメント学類
- 日本大学生物資源科学部 食品ビジネス学科